# Gaffeltuig

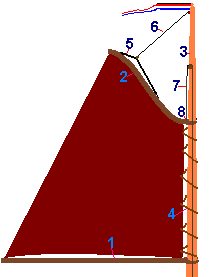
Gaffelgetuigd grootzeil

Gaffeltuig is een type zeil op een zeilschip dat zich onderscheidt door een gaffel aan de bovenzijde van het grootzeil. Het is afgeleid van het torentuig, waarbij het grootzeil een driehoek vormt tussen de mast en de giek (onderzijde zeil). Bij het gaffeltuig is de mast als het ware verlengd met een, meestal licht gebogen, rondhout dat vanaf de top van de mast wordt opgetrokken door een lijn, de piekeval (6) die door een blok loopt en aan de spruit (5) is bevestigd.
De onderzijde van de gaffel (2) zit middels een klauw (8) om de mast (3), en de gaffel loopt schuin omhoog en iets van de mast af. De gaffel wordt gehesen door de gaffelval (7). De top van de gaffel steekt meestal boven de mast uit en verplaatst het zwaartepunt van het zeil van de mast af en naar boven. Het zeil zit met een rijglijn (4) aan de mast en wordt gespannen tussen de mast aan de voorzijde, de gaffel aan de bovenzijde, en de giek (1) aan de onderzijde van het zeil.